# Barnaszárnyú gulyajáró
A barnaszárnyú gulyajáró (Agelaioides badius) a madarak (Aves) osztályának verébalakúak (Passeriformes) rendjébe, ezen belül a csirögefélék (Icteridae) családjába tartozó faj.

## Rendszerezése
A fajt Louis Pierre Vieillot francia ornitológus írta le 1819-ben, az Agelaius nembe Agelaius badius néven. Sorolták a Molothrus nembe Molothrus badius néven is.

## Alfajai
- Agelaioides badius badius (Vieillot, 1819)
- Agelaioides badius bolivianus (Hellmayr, 1917)
- Agelaioides badius fringillarius (Spix, 1824)[2] vagy Agelaioides fringillarius[1]

## Előfordulása
Dél-Amerikában, Argentína, Brazília, Bolívia, Uruguay és Paraguay területén honos. Természetes élőhelyei a szubtrópusi és trópusi cserjések, száraz szavannák, szubarktikus erdők, valamint szántóföldek, legelők és városi környezet. Állandó, nem vonuló faj.

## Megjelenése
Testhossza 18 centiméter.

## Életmódja
Magvakkal és rovarokkal táplálkozik, de más gerincteleneket is fogyaszt.